# Inveruglas
Inveruglas est un hameau sur la rive ouest du Loch Lomond, assez près de l’extrémité nord du loch et se trouve dans le parc national du Loch Lomond et des Trossachs. Il est situé sur la route nationale A82 reliant Glasgow à Inverness. Il était historiquement dans le Dunbartonshire, mais depuis 1996, il fait partie de Argyll and Bute.
Les îles voisines comprennent l’île Inveruglas et l'île Wallace. Inversnaid est à peu près en face sur la rive est, il y a un ferry pour les piétons.
L’eau d’Inveruglas se jette dans le loch du hameau, descendant du Loch Sloy. Le nom de ce cours d’eau est une curieuse formation arrière, puisque Inveruglas signifie « l’embouchure du Douglas ». Il a peut-être acquis ce nom pour le différencier de l’eau Douglas quelques milles plus au sud.
L’île d’Inveruglas se trouve dans la baie d’Inveruglas, un bras de mer du Loch Lomond.

## Loch Lomond et Cowal Way
Le Loch Lomond et Cowal Way commence et se termine à Inveruglas, ce sentier de randonnée, balisé sur de longues distances, vous emmènera à Portavadie dans la péninsule de Cowal sur la rive est du Loch Fyne, 92 km de marche plus tard.

## Centrale hydroélectrique du Loch Sloy

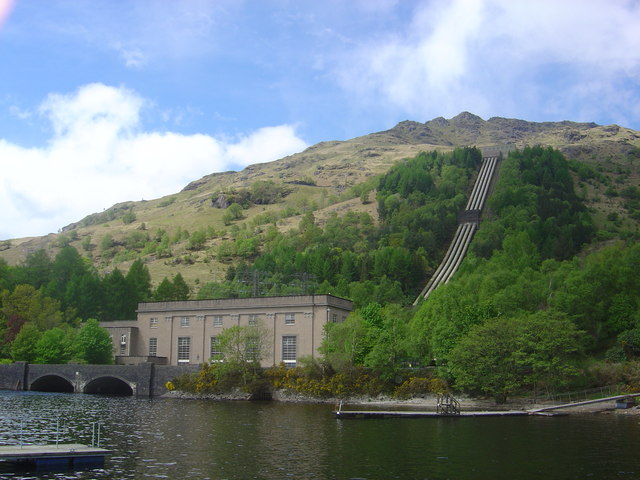
Centrale hydroélectrique du Loch Sloy - geograph.org.uk - 173508

Le hall de production des projets hydroélectriques renouvelables est situé sur la rive du Loch Lomond à Inveruglas, dans le cadre du projet hydroélectrique Sloy / Awe. Il fut inauguré par la reine mère Elizabeth Bowes-Lyon (1900-2002) en 1950.